# لازيريك جونز
لازيريك جونز (بالإنجليزية: Lazeric Jones)‏ مواليد 11 أغسطس 1990 في شيكاغو، هو لاعب كرة سلة أمريكي. بدأ مسيرته الاحترافية في سنة 2012. يحمل الرقم 2. يبلغ طوله 6 قدم 1 بوصة (1.9 م).

## المسيرة الاحترافية
لعب مع نادي سولنوكي أولاي لكرة السلة في موسم 2014–2015، ثم لعب مع آيوا إنرجي في موسم 2015–2016، ثم لعب مع نادي كارشياكا لكرة السلة في سنة 2016.

## روابط خارجية
- لازيريك جونز على موقع سبورتس رفرنس (الإنجليزية)
- لازيريك جونز على موقع كرة السلة الأوروبية.كوم (الإنجليزية)
- لازيريك جونز على موقع كلية كرة السلة في سبورتس رفرنس.كوم (الإنجليزية)
- لازيريك جونز على موقع ريلجم (الإنجليزية)
- لازيريك جونز على موقع بروبوليرز (الإنجليزية)
- لازيريك جونز على موقع سبورتس رفرنس (الإنجليزية)
- لازيريك جونز على موقع سبورتس رفرنس (الإنجليزية)